# Christian Ernst Bechtold von Bernstorff
Christian (Ernst Bechtold) Graf von Bernstorff (* 27. Dezember 1840 in Berlin; † 15. Juli 1908 in Beseritz) war ein Mecklenburg-Strelitzer Kammerherr, Regierungsrat und Gutsbesitzer.

## Leben

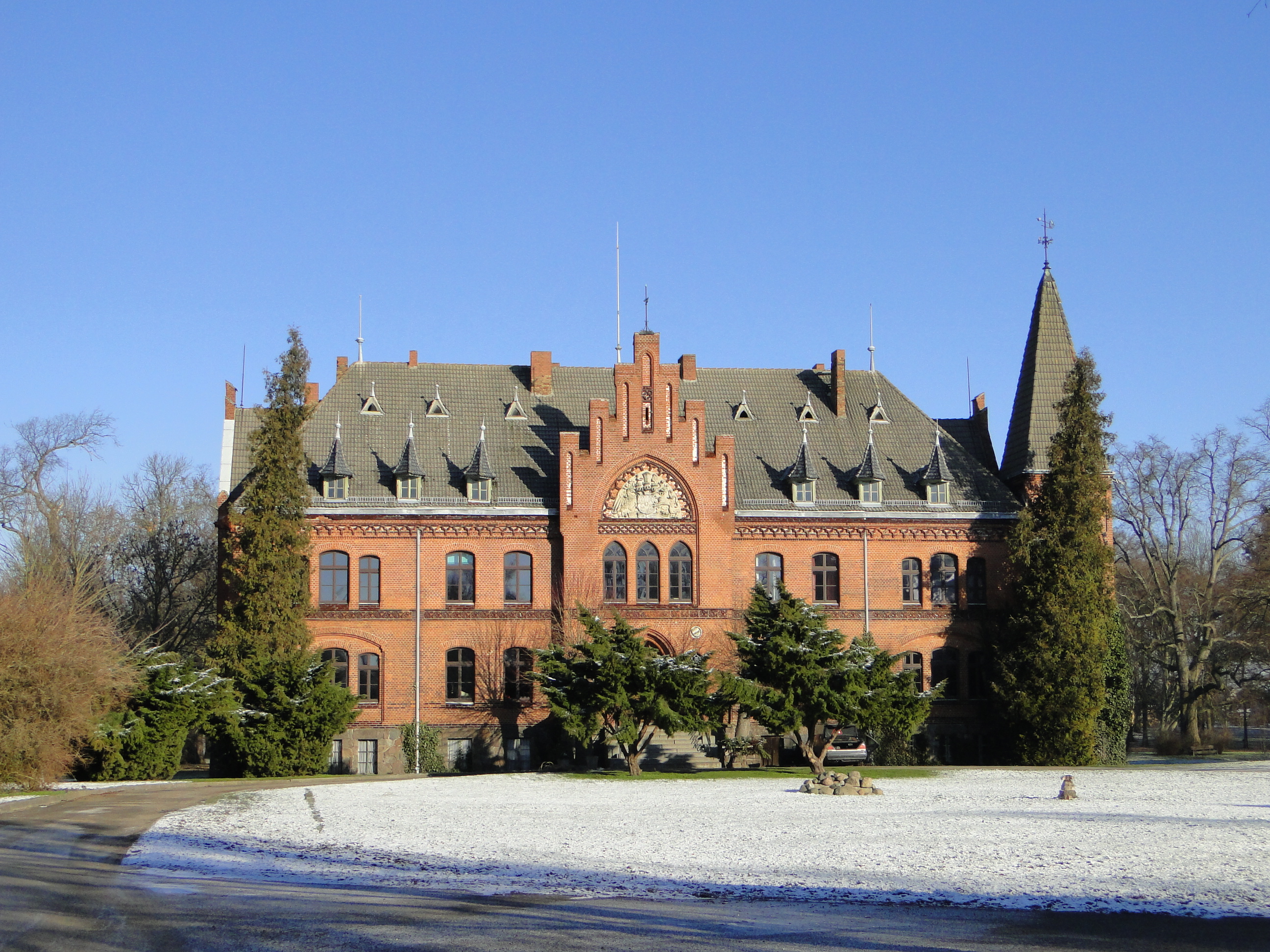
Beseritz Gutshaus

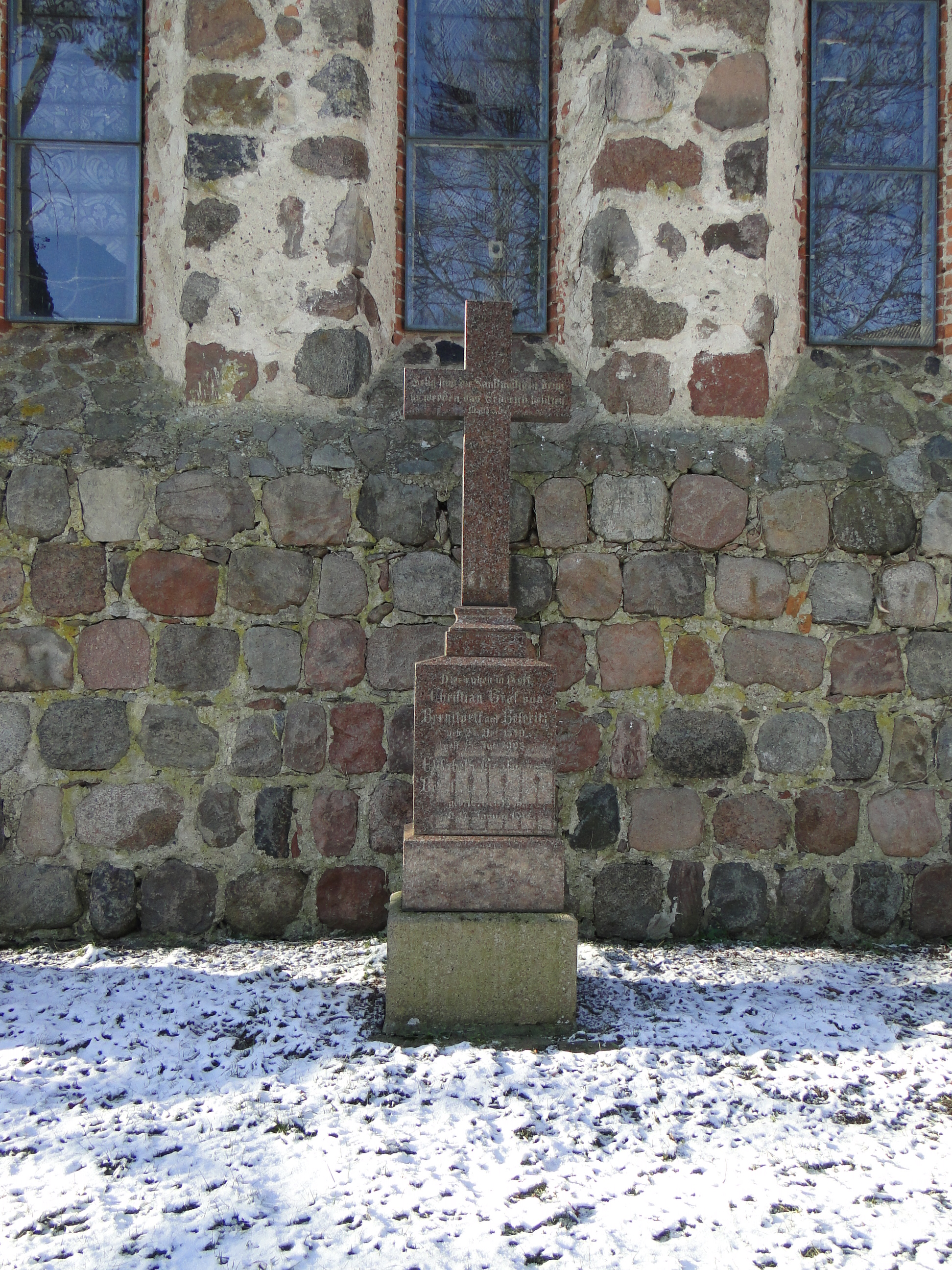
Beseritz Kirche: Grabkreuz Christian Graf Bernstorff

Christian von Bernstorff war ein Sohn des preußischen Verwaltungsbeamten und späteren mecklenburgischen Landrats Arthur von Bernstorff (1808–1897) und dessen Ehefrau Auguste Maria Crescentia von Miltitz (1815–1880). Er besuchte das Johanneum Lüneburg und absolvierte anschließend gemeinsam mit seinem jüngeren Bruder Bechtold (1842–1895) ein Jurastudium an den Universitäten in Göttingen und ab 1862 in Rostock. Nach seiner Promotion zum Dr. jur. war er als Großherzoglich mecklenburgischer Kanzlei-Auditor in Schwerin und ab 1868 als Kanzlei-Assessor tätig. 1873 wurde er zum Mecklenburg-Strelitzer Kammerherrn ernannt. Im Range eines Regierungsrats nahm er Anfang der 1880er Jahre seinen Abschied und übernahm das Gut Beseritz, bei Friedland im heutigen Landkreis Mecklenburgische Seenplatte, das sein Vater 1879 erworben hatte. Er war Mitglied des Ständischen Landtages und galt in seiner Zeit als einer der besten Juristen Mecklenburgs. Daneben war er Mitglied im Verein für mecklenburgische Geschichte und Altertumskunde. Aus seiner Hand stammt die Beseritzer Fideikommissakte.
Bernstorff war mecklenburgischer Partikularist und stand dem von Preußen dominierten wilhelminischen Reich kritisch gegenüber; 1890 gehörte er zu den Gründern der konservativen Mecklenburgischen Rechtspartei, die der Deutsch-Hannoverschen Partei nahestand, aber unbedeutend blieb.
Christian von Bernstorff heiratete 1867 in Doberan Elisabeth von Arnim (1848–1913) aus Lieblingshof, Tochter des Kammer- und Jagdjunkers Ludwig Friedrich Bernhard von Arnim auf Blücherhof und Lieblingshof (1803–1859) und der Sophie von Levetzow auf Koppelow (1824–1893). Der Familie entstammten vier Kinder: Auguste Sophie Karoline Theodore (* 1868), Hedwig (* 1870), Ludwig Joachim Andreas Adolf Viktor (* 1871) und Marie Luise (* 1873).